# Левітін Єфроїм Якович
Єфроїм Якович Левітін (27 липня 1900, місто Смоленськ, тепер Смоленської області, Російська Федерація — розстріляний 2 вересня 1937) — радянський партійний діяч, 1-й секретар Дніпропетровського і Криворізького міських комітетів КП(б)У, голова Запорізької міської ради. Член ЦК КП(б)У в січні 1934 — травні 1937 р.

## Біографія
Народився в родині єврейського кустаря. Закінчив початкову школу. З 1908 по 1915 рік навчався в Смоленському міському вищому початковому училищі.
З тринадцятирічного віку допомагав батькові на малярних роботах, разом з батьком і братом працював маляром в Смоленську.
Член партії меншовиків-інтернаціоналістів (група «Нове життя») з 1917 по 1918 рік.
У квітні — червні 1917 року — член Смоленської ради депутатів, член агітаційної комісії, співробітник конфліктної комісії. У серпні 1917 року переїхав до Харкова, працював чорноробом чавунно-ливарного цеху на заводах «Герліх і Пульстр».
У 1917—1918 роках працював у Харківській міській управі «по каналізації», був чорноробом в Москальовських і Зміївських казармах.
З січня 1919 року служив у 1-му та 2-му Радянських полках, потім у 10-му запасному батальйоні РСЧА. Учасник Громадянської війни в Росії.
Член РКП(б) з квітня 1919 року.
Після передислокації військової частини в Катеринослав обраний секретарем полкового осередку КП(б)У. У бою біля Катеринослава потрапив в полон, але втік через два дні. Зв'язався з підпільним Катеринославським губернським комітетом КП(б)У, відряджений до Харкова для підпільної роботи.
У 1919 році — член Харківського підпільного губернського комітету КП(б)У і революційного комітету, завідувач навчальної частини партійної школи.
У жовтні 1919 року перебрався через лінію фронту біля Курська і був відмобілізований до Червоної армії. Працював слідчим Особливого відділу ВЧК 14-ї армії, слідчим і комендантом Харківської губернської ЧК. Потім перейшов на роботу в політичний відділ 14-ї армії: голова і секретар партійного осередку, політрук, інструктор-організатор політвідділу. Півтора місяця навчався на військово-політичних курсах політичних відділів армії.
У 1920 році — політрук батальйону 536-го полку 60-ї стрілецької дивізії РСЧА під час радянсько-польської війни. У липні 1920 року був поранений на Польському фронті. Кілька місяців лежав у госпіталі в Одесі.
У жовтні 1920 року відряджений «в розпорядження тов. Бурова» згідно телеграми політичного відділу Південного фронту — для закордонного відділу ЦК КП(б) України.
У 1920—1921 роках — кущовий організатор Основ'янського районного комітету КП(б)У, секретар районного комітету комсомолу України.
Влітку 1921 року відряджений до Москви на роботу у ВЦРПС. З серпня по вересень 1921 року — інструктор організаційного відділу ВЦРПС.
З вересня 1921 по червень 1923 року навчався в Комуністичному університеті імені Свердлова, закінчив дворічний «1-й Лекторский» курс.
У 1923 році працював науковим співробітником Комуністичного університету імені Свердлова по кафедрі історичного матеріалізму, був у розпорядженні Обліково-розподільного відділу ЦК РКП(б).
З вересня 1923 року працював на партійній роботі в Брянській губернії. У вересні 1923 — червні 1924 року — пропагандист партійного осередку заводу «Червоний Профінтерн» міста Бєжиці, член Бєжицького повітового комітету РКП(б).
З вересня 1924 по серпень 1928 року навчався в Інституті червоної професури.
Потім — на партійній роботі в Середньо-Волзькому краї. У 1928—1929 роках — відповідальний інструктор Середньоволзького крайкому ВКП(б). У 1929—1930 роках — відповідальний секретар Бугурусланського окружного комітету ВКП(б).
З вересня 1930 по 17 лютого 1933 року — відповідальний секретар Самарського міського комітету ВКП(б). Одночасно член бюро Середньо-Волзького крайового комітету ВКП(б) та член бюро Самарського міського комітету ВКП(б).
У лютому 1933 — 22 грудня 1934 року — 1-й секретар Дніпропетровського міського комітету КП(б)У Дніпропетровської області. У грудні 1934 року під час партійної чистки знятий із цієї посади «за затиск самокритики і відсутність пильності при підборі працівників міськкому». Працював головою виконавчого комітету районної ради міста Дніпропетровська.
У вересні 1935 — вересні 1936 року — 1-й секретар Криворізького міського комітету КП(б)У Дніпропетровської області.
25 жовтня 1936 — червень 1937 року — голова Запорізької міської ради.
У червні 1937 року заарештований органами НКВС. Постановою Запорізького міського комітету КП(б)У від 7 липня 1937 року виключений з партії «як ворог народу, зараз репресований органами НКВС». 25 серпня 1937 року засуджений до розстрілу.
Посмертно реабілітований.